# 第6飛行隊 (航空自衛隊)
第6飛行隊（だいろくひこうたい、JASDF 6th Tactical Fighter Squadron）は、航空自衛隊第8航空団隷下の戦闘機部隊である。築城基地に所属し、戦闘機にF-2、連絡機にT-4を運用する。

## 概要

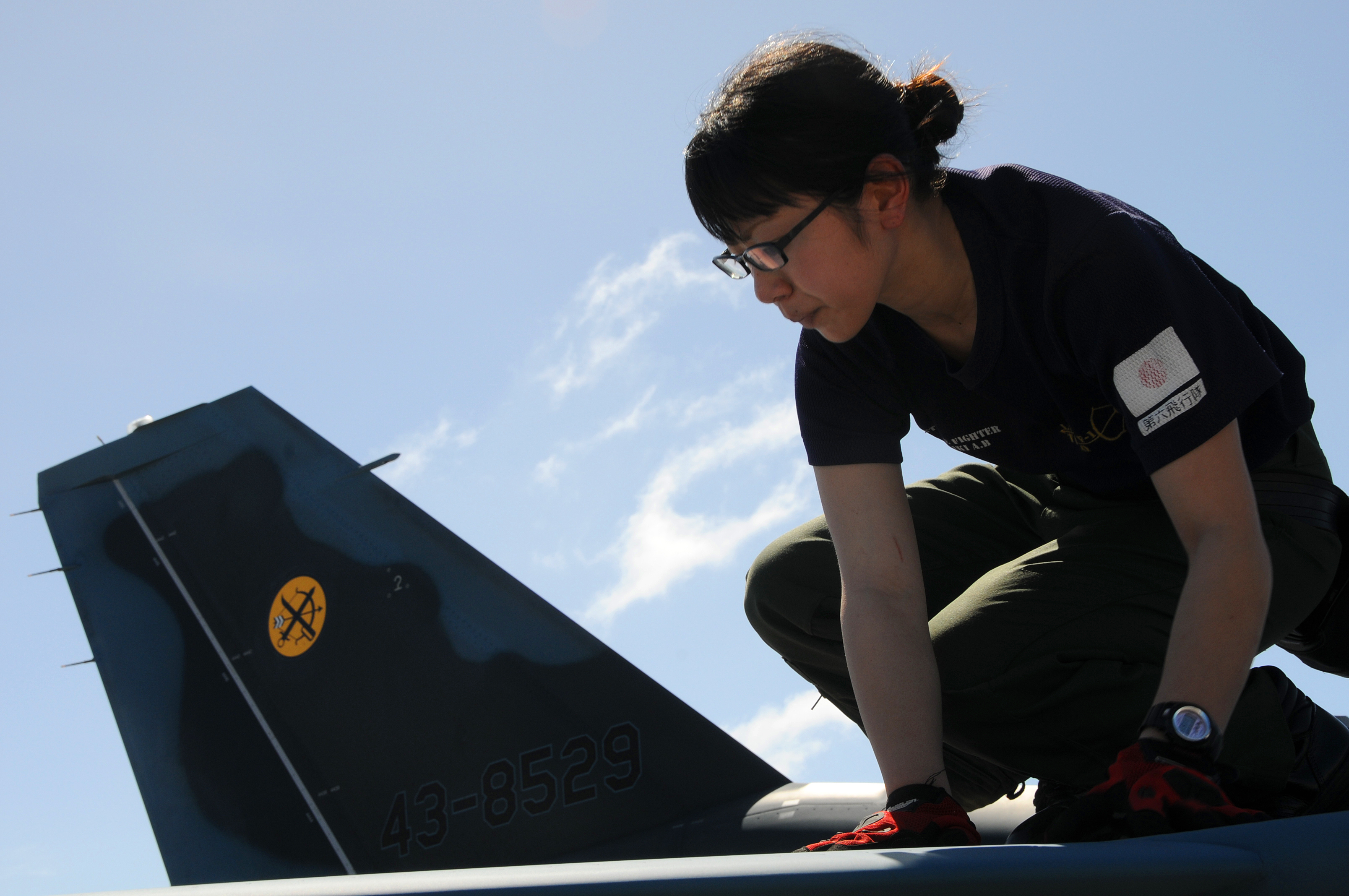
第6飛行隊部隊マーク

第6飛行隊は、1959年（昭和34年）8月1日に、航空自衛隊6番目のF-86F戦闘機部隊として、千歳基地第2航空団隷下にて編成された。
編成後まもない同年10月27日には、第2航空団隷下のまま新田原基地へ移動し、西部航空指令所指揮下で要撃訓練を実施した。1960年（昭和35年）4月1日には松島基地へ移動、第5航空団隷下となった。松島基地で1年以上訓練を行った第5航空団と第6飛行隊は1961年（昭和36年）7月15日に新田原基地へ移動し、対領空侵犯措置任務に就いた。
1964年（昭和39年）3月から新田原基地へのF-104戦闘機の配備が開始されると、第6飛行隊は同年10月26日に「臨時築城派遣隊」編成に伴い、築城基地へ移動、同年12月28日に臨時築城派遣隊が第8航空団へ改編されると、同航空団隷下として編入された。
1980年（昭和55年）3月11日から第6飛行隊へのF-1支援戦闘機の配備が開始され、F-86Fからの機種転換訓練が行われた。19機のF-1を1年近くかけて受領し、1981年（昭和56年）2月28日に配備完了、同時に要撃戦闘飛行隊から支援戦闘飛行隊へ転換した。
第6飛行隊でのF-1運用は25年に及んだが、2004年（平成16年）8月3日にF-2の受領を開始し、飛行隊にF-1飛行班とF-2飛行班が編成され、F-2への機種転換訓練が開始された。2006年（平成18年）3月9日にF-1の最終飛行が行われ、同年3月18日にはF-1退役式典とF-2配備完結式典があり、第6飛行隊のF-2への機種更新が完了した。2007年（平成19年）3月1日にはF-2による対領空侵犯措置任務を開始している。
部隊マークはF-86F時代は「8」をシンボライズしたものに赤帯だったが、F-1時代に高千穂にまつわる天逆鉾と神武東征神話の弓を表すものに改められた。

## 沿革
- 1959年（昭和34年）8月1日：F-86F戦闘機部隊として千歳基地の第2航空団隷下で部隊編成[1]。
  - 10月27日：新田原基地へ移動訓練[1]。
- 1960年（昭和35年）4月1日：松島基地へ移動。第5航空団隷下へ編入[1]。
  - 7月1日：松島基地でのアラート待機任務開始[2]。
- 1961年（昭和36年）7月15日：新田原基地へ移動[1]。
- 1964年（昭和39年）10月26日：築城基地へ移動、「臨時築城派遣隊」隷下へ編入[1]。
  - 12月28日：臨時築城派遣隊が第8航空団に改編。第6飛行隊が同航空団隷下に隷属替え[1]。
- 1966年（昭和41年）10月5日 - 10月6日：航空総隊射撃競技会F-86F部門優勝[3]。
- 1968年（昭和43年）7月29日 - 8月17日：航空総隊射撃競技会FS（支援機）部門優勝[2]。
- 1980年（昭和55年）3月1日：F-1配備開始[1]。
- 1981年（昭和56年）2月28日：F-1への機種更新完了。支援戦闘飛行隊へ転換[1]。
- 1984年（昭和59年）11月5日：航空総隊総合戦技競技会第1部門（水上標的爆撃）FBの部優勝[4]。
- 1996年（平成08年）5月27日：航空総隊戦技競技会第2部門（航空阻止）優勝[3]。
- 1997年（平成09年）：航空総隊戦技競技会空対地射爆撃（FS）部門F-1の部優勝[3]。
- 1998年（平成10年）5月26日 - 6月3日：航空総隊戦技競技会空対地射爆撃・戦術戦闘航法（FS）部門優勝[3][5]。
- 2004年（平成16年）8月3日：F-2配備開始[1]。
- 2005年（平成17年）9月30日：F-1アラート待機任務解除[6]。
- 2006年（平成18年）3月2日：T-2ラストフライト。
  - 3月9日：F-1ラストフライト[6]。
  - 3月18日：F-2への機種更新完了[1]。
- 2007年（平成19年）3月1日：F-2による対領空侵犯措置任務開始。
- 2009年（平成21年）9月5日：部隊創設50周年記念式典を実施[7]。
- 2013年（平成25年）10月7日：航空総隊戦技競技会F-2部門優勝[8]。
- 2014年（平成26年）2月17日：コープノース・グアム2014に参加[9][10]。
- 2017年（平成29年）9月18日：九州周辺空域での日米共同訓練に参加[11]。
- 2018年（平成30年）11月2日：九州西方沖での訓練飛行中に2機のF-2が空中接触し、機体の一部を損傷する事故が発生[12][13][14]。
- 2019年（令和元年）8月3日：部隊創設60周年記念式典を実施[15]。
- 2020年 (令和2年) 1月31日 -コープノース・グアム2020に参加。

## 歴代運用機

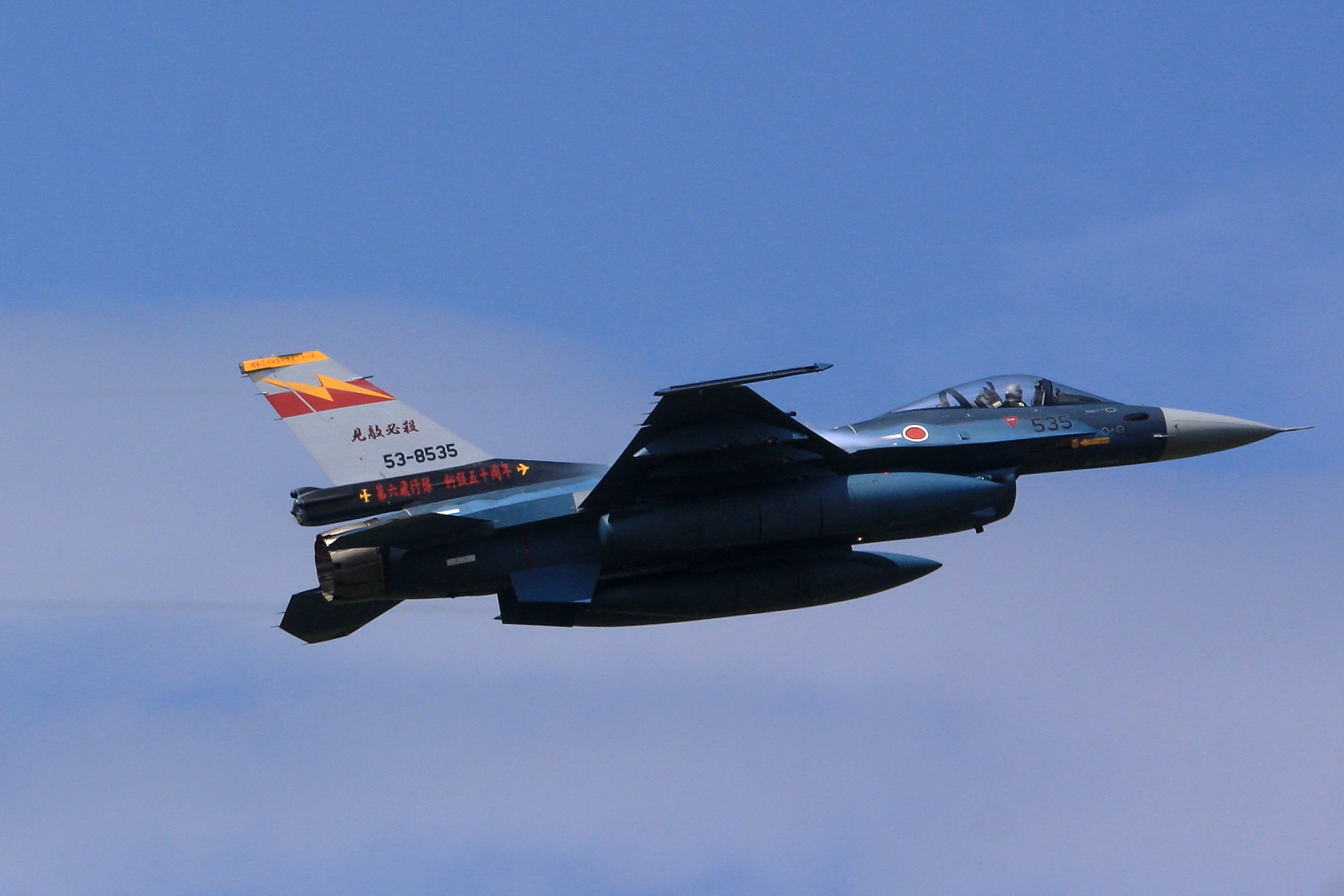
F-2戦闘機 第6飛行隊創設50周年記念塗装機
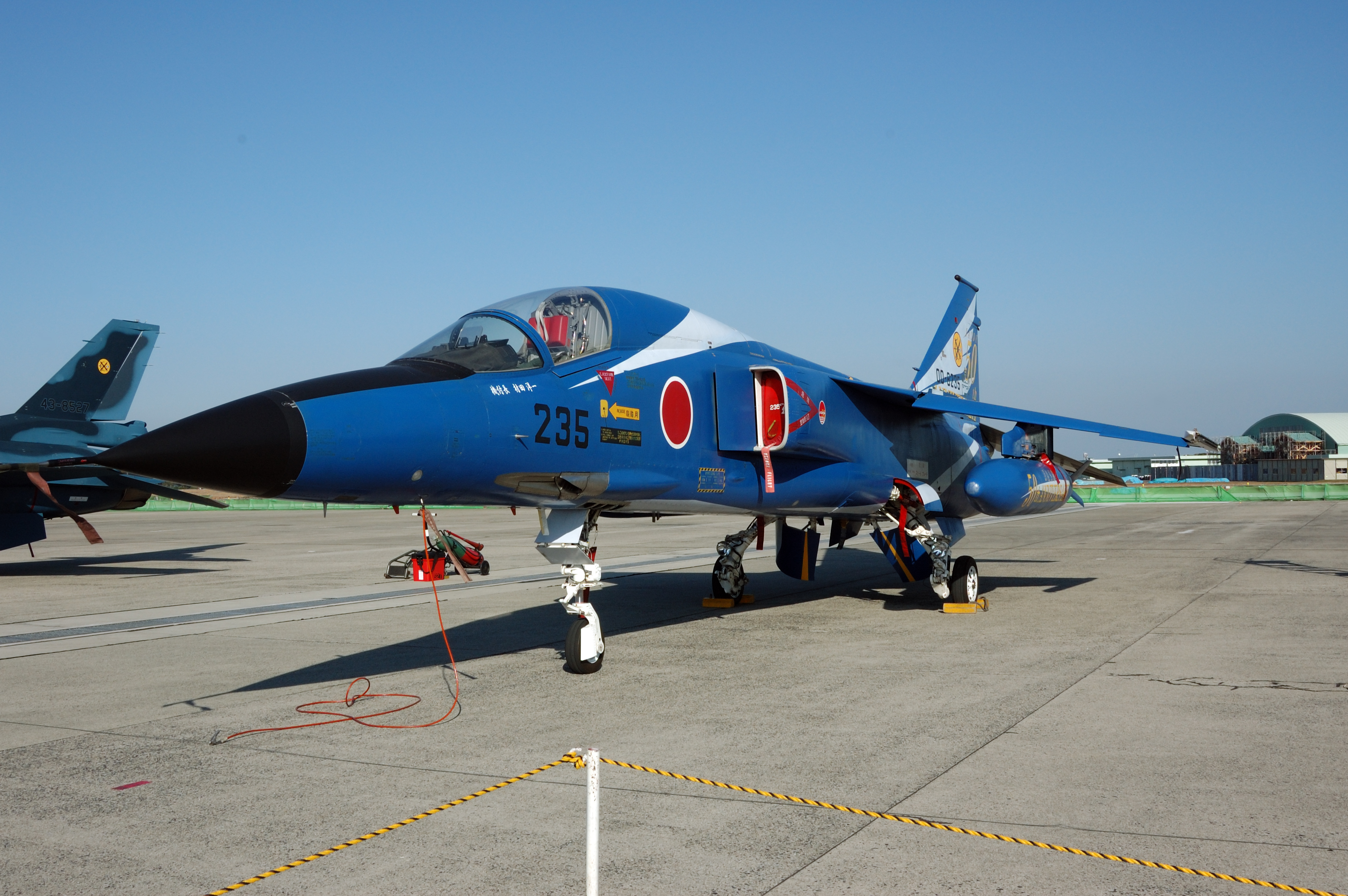
F-1支援戦闘機 航空自衛隊創立50周年記念塗装機
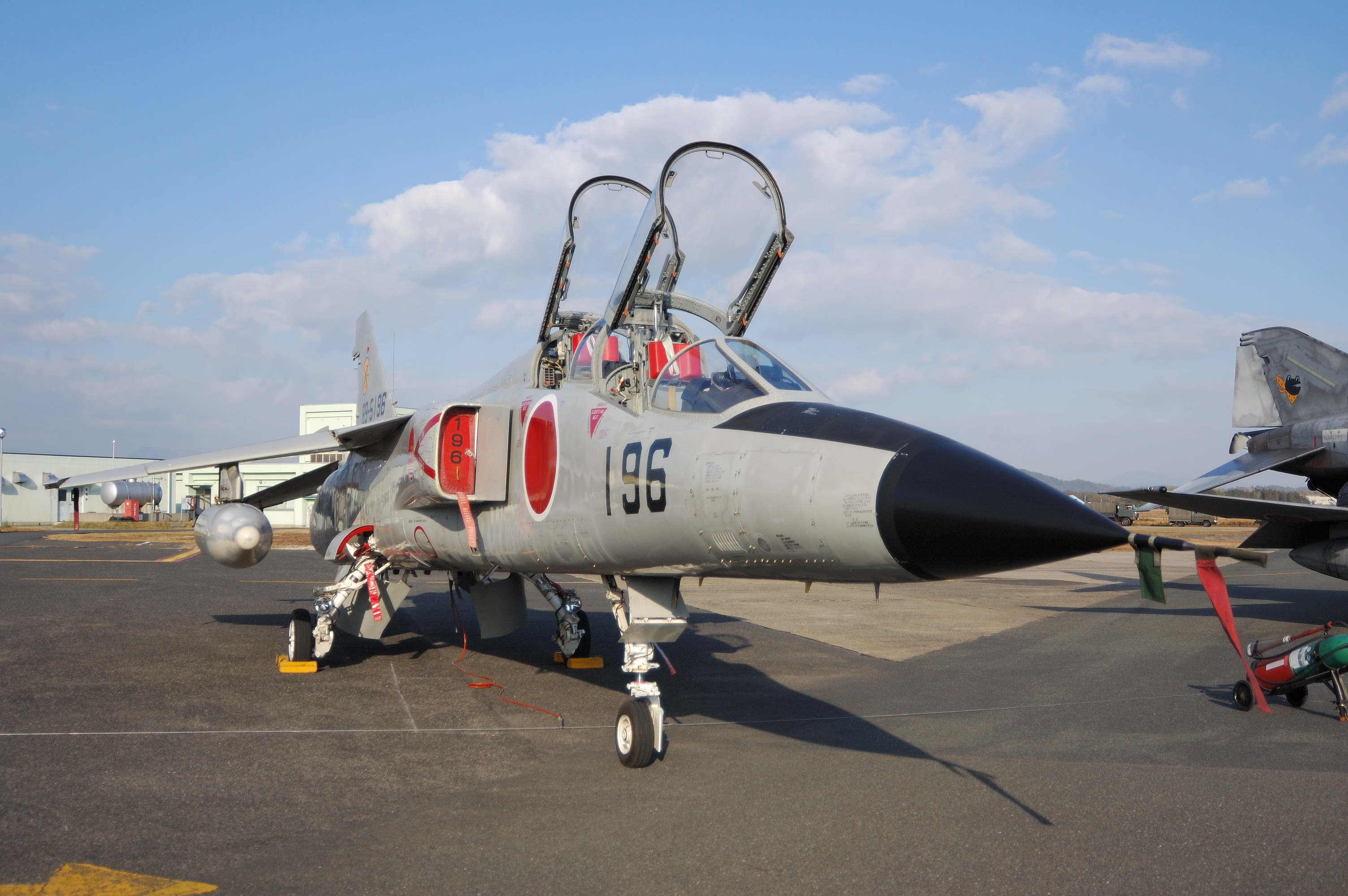
T-2高等練習機

- 戦闘機
  - F-86F（1959年 - 1981年）
  - F-1（1981年 - 2006年）
  - F-2A/B（2004年 - ）
- 練習機
  - T-2（1981年 - 2006年）
- 連絡機
  - T-33A（1959年 - 1992年）
  - T-4（1991年 - ）